# 共食家族
共食家族（共喰い / Backwater）是2013年青山真治導演的日本電影。原作：田中慎弥「共喰い」（集英社文庫刊）

## 故事
昭和63年的夏天。17歲的男高中生．遠馬（菅田将暉）。與父親円（光石研）和父親的愛人琴子（篠原友希子）三人、一同住在川邊的一棟房子裡。琴子因為円的性暴力，臉上出現不少瘀傷。然而目睹一切的遠馬害怕與円有著血緣關係的自己可能會對戀人千種（木下美咲）作出同樣的事。

## 登場人物
- 菅田將暉 - 遠馬
- 木下美咲 - 千種
- 篠原友希子 - 琴子
- 光石研 - 円
- 田中裕子 - 仁子
- 宍倉暁子 - 公寓的女人
- 岸部一徳 - 刑事
- 淵上泰史 - 年輕刑事

## 外部連結
- 互联网电影数据库（IMDb）上《共食家族》的资料（英文）